# Ambarapura, Gubbi
Ambarapura là một làng thuộc tehsil Gubbi, huyện Tumkur, bang Karnataka, Ấn Độ.